# Franz Twaroch
Franz Twaroch (* 17. November 1892 in Wien; † 28. Oktober 1933 in Olbersdorf/Město Albrechtice, Tschechoslowakei) war ein österreichischer Fußball-Nationalspieler. Der Stürmer spielte vor allem beim SC Wacker Wien und wurde dort zum ersten Fußballspieler eines zweitklassigen Vereines, der in der österreichischen Fußballnationalmannschaft spielte.

## Spielerlaufbahn
Franz Twaroch kam von der Wiener Sportvereinigung zum SC Wacker Wien, wobei der Mittelstürmer, bekannt dank seines kräftigen Schusses, bald zum ersten Publikumsliebling des Meidlinger Bezirksklubs wurde. Seine Klasse als Fußballer wurde auch dadurch bezeugt, dass er von der zweitklassigen Wacker in die Nationalmannschaft einberufen wurde, in der er am 27. April 1913 im Klassiker gegen Ungarn sein Debüt feierte.
Nachdem dieses Heimspiel auf dem Wacker-Platz 1:4 verloren gegangen war, übernahm Hugo Meisl die Nationalmannschaft und bestellte Franz Twaroch erneut ins Team: Am 15. Juni 1913 gab es dabei einen 2:0-Sieg über Italien zu bejubeln. Seine Teamkarriere wurde allerdings vom Wehrdienst unterbrochen: Der Fußballer diente ein Jahr in Kolomea in Galizien, kehrte aber zwischendurch öfters nach Meidling zurück, um für die Wacker aufzulaufen. Mit Ausbruch des Ersten Weltkrieges wurde Franz Twaroch endgültig als Soldat abgezogen, in den Jahren bis 1918 kam es nur noch zu einem Fußballgastspiel in Wien, allerdings für Rapid. Nach Kriegsende fand Franz Twaroch in Troppau eine neue Existenz, wo er zeitweise noch für den DSV sowie für den SK Bielitz-Biala spielte.

## Erfolge
- Zwei Länderspiele für die österreichische Fußballnationalmannschaft 1913

## Weblink
- Franz Twaroch in der Datenbank von weltfussball.de

| Personendaten    | Personendaten                                  |
| ---------------- | ---------------------------------------------- |
| NAME             | Twaroch, Franz                                 |
| KURZBESCHREIBUNG | österreichischer Fußballspieler                |
| GEBURTSDATUM     | 17. November 1892                              |
| GEBURTSORT       | Wien                                           |
| STERBEDATUM      | 28. Oktober 1933                               |
| STERBEORT        | Olbersdorf/Město Albrechtice, Tschechoslowakei |